# Ixtlán del Río
Ixtlán del Río é um município do estado do Nayarit, no México.